# Baltasar de Figueroa
Baltasar de Figueroa, O. Cist. (1634–1684) foi um prelado católico romano que serviu como Bispo de Santiago de Cuba (1683–1684).

## Biografia
Baltasar de Figueroa nasceu em Jaén, Espanha, no dia 29 de dezembro de 1634 e foi ordenado sacerdote na Ordem de Cister. A 10 de maio de 1683, foi nomeado Bispo de Santiago de Cuba durante o papado do Papa Inocêncio XI. Serviu como Bispo de Santiago de Cuba até à sua morte a 8 de setembro de 1684.